# 史丹·勞萊
史丹·勞萊（英語：Stan Laurel）是一位英國喜劇演員、作家和電影導演，是喜劇二人組勞萊與哈台成員。他與喜劇搭檔奧利佛·哈台一起出演過107部短片、故事片和客串角色。
史丹·勞萊在音樂廳開始職業生涯，他在那裡發展出許多標準個人風格，包括圓頂禮帽、深沉的漫畫風和荒謬的輕描淡寫。他的表演提高了他在啞劇和音樂廳素描方面的技巧。他是弗雷德·卡諾軍隊的成員，是查理·卓別林的替補。他和卓別林隨卡諾劇團從英國乘坐同一艘船抵達美國。 史丹·勞萊於 1917 年開始他的電影生涯，並於1961年最後一次露面。1921年，他與喜劇搭檔奧利弗·哈台一起出現在電影短片《幸運狗》中，儘管他們直到1927年末才成為正式團隊。他只與哈台一起演出，直到 1957 年他的喜劇搭檔去世後退休。
1961年4月，史丹·勞萊在第33屆奧斯卡獎頒獎典禮上因其在喜劇方面的開創性工作而獲得奧斯卡榮譽獎，他在好萊塢大道留下一顆星星。

## 外部連結
- 互联网档案馆中史丹·勞萊的作品或与之相关的作品
- 史丹·勞萊在互联网电影资料库（IMDb）上的資料（英文）
- TCM电影资料库上Stan Laurel的资料（英文）